# Blauwbaard
Blauwbaard is een sprookje opgetekend door Charles Perrault (1697) in De sprookjes van Moeder de Gans.

## Inhoud
Blauwbaard is een steenrijke, maar afschrikwekkende man met een grote 'zwart-blauwe' baard. Wanneer hij op zakenreis vertrekt, overhandigt hij zijn jonge vrouw de sleutelbos van zijn kasteel. Daarmee mag ze alle kamers bezoeken behalve één, het kleine provisiekamertje in de kelder. 
Na verloop van tijd kan de vrouw haar nieuwsgierigheid niet meer bedwingen en opent ze toch de verboden kamer. Daar vindt ze de zes lijken van haar voorgangsters. Wanneer Blauwbaard onverwachts vervroegd thuis komt, merkt hij al snel dat zijn vrouw toch het kleine sleuteltje heeft gebruikt. Hij wordt woest en wil zijn vrouw ter plekke doden. Ze weet echter uitstel te bedingen en waarschuwt haar broers. Deze vallen Blauwbaard aan en doden hem.

## Betekenis
Interpretaties zijn uiteenlopend. Vaak wordt Blauwbaard voorgesteld als een seriemoordenaar, een beest. Soms wordt de jonge vrouw met de vinger gewezen: het is haar nieuwsgierigheid, haar bemoeizucht, die haar leven in gevaar brengt.
In dit sprookje is het ruimtelijk aspect van groot belang: de afgesloten kamer staat symbool voor geheimen, leugens etc. die binnen elke relatie bestaan, zelfs in een relatie tussen partners.

## In opera en operette
- Opera van Paul Dukas, Ariane et Barbe-Bleue, naar een werk van Maeterlinck (1906).
- Operette van Jacques Offenbach, Barbe-bleue, uit 1866.
- Béla Bartók componeerde in 1911 de opera Hertog Blauwbaards burcht.
- [Chiel Meijering] componeerde in 2010 de opera Blauwbaard in opdracht van Holland Opera
- Holland Opera bewerkt in 2024 de opera 'Blauwbaard' van (Chiel Meijering) uit 2010 tot de nieuwe engelstalige productie Bluebeard. Libretto Joke Hoolboom naar een tekst van Imme Dros

## In literatuur en strips
- In het stripverhaal Het geheim van de weerwolf uit de reeks Tristan komt Blauwbaard voor.
- Filip De Pillecyn schreef in 1931 de historische roman Blauwbaard.
- In het Suske en Wiske-album De briesende bruid verlooft Tante Sidonia zich met Blauwbaard. Omdat Anna's broers in de kroeg blijven hangen moeten Lambik en Jerom haar redden.
- In De bazige blauwbaard gaan Jerom en Dolly naar het kasteel van Blauwbaard.
- In Asterix in Indus-land vraagt de prinses aan het einde van het verhaal aan haar zuster of Asterix en co al in aantocht zijn. Ze vraagt hierbij: "Zuster Anna, zuster Anna, zie je nog niets komen?", net als in Blauwbaard.
- Er zijn enkele andere sprookjes en verhalen in folklore die overeenkomsten delen met het verhaal van Blauwbaard:
  - Het kind van Maria, een sprookje met veel overeenkomsten.
  - Vleerken vogel, dit sprookje heeft eveneens veel overeenkomsten.
  - De trouwe Johannes, ook hier speelt een verboden kamer een rol.
  - Heer Halewijn wordt gezien als de Nederlands-Vlaamse variant van Blauwbaard.
- In De geduldsteen speelt het openen van een verboden deur een grote rol.
- Amélie Nothomb publiceerde in 2012 Barbe Bleue. In 2023 verscheen daarvan een graphic novel Blauwbaard, getekend door Camille Benyamine.

## In films en tv-series
- In de Franse film Barbe-Bleue uit 1972 was Baron Von Stepper, bijgenaamd Blauwbaard (gespeeld door Richard Burton), een held in de Eerste Wereldoorlog. De rijke en machtige kasteelheer oefent een onweerstaanbare aantrekkingskracht uit op mooie vrouwen die zich fataal laten verleiden. Na elk huwelijk verdwijnt er een vrouw in zijn kasteel.
- In de animatiefilm Belle en het Beest uit 1991 mag Belle ook in alle kamers komen, behalve één.
- In Fate/Zero (2011) is een van de dienaren Blauwbaard.
- In de aflevering van Goede tijden, slechte tijden van 1 oktober 2015, waarbij het personage Wiet van Houten zich met haar vriend Zeger op diens Iers landgoed bevindt, wordt het verhaal over Blauwbaard gebruikt.[1]

## Historiek
- De Franse vrouwenmoordenaar Henri-Désiré Landru (1922) kreeg de bijnaam "Blauwbaard".
- Hendrik VIII (1547). Mede door zijn vele huwelijken en talrijke executies van vrouwen die hij in zijn naam heeft laten uitvoeren kreeg hij de bijnaam Koning Blauwbaard.
- Baron Gilles de Rais (1440), een middeleeuwse Franse seriemoordenaar die diverse kinderen in zijn kasteel zou hebben verkracht en vermoord. De bekentenissen werden afgelegd na marteling en een conflict met een bisschop.

## Afbeeldingen

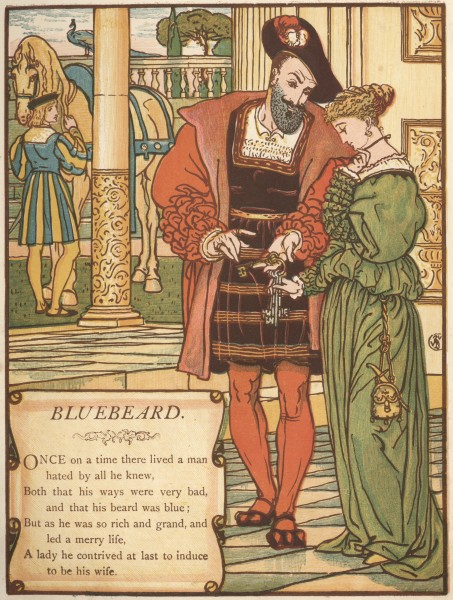
Blauwbaard geeft de sleutels van het huis.
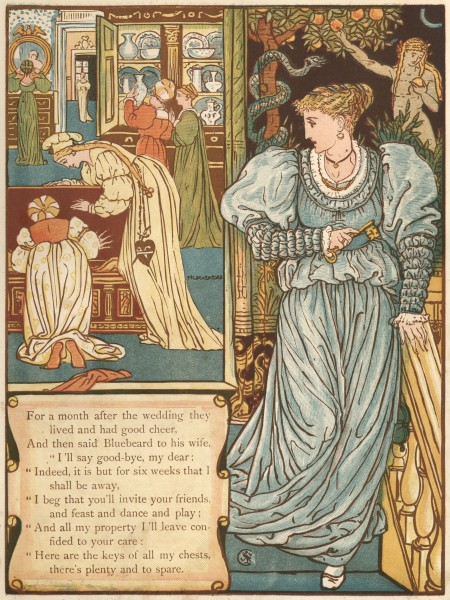
Het meisje met de sleutel, achter haar Eva en de slang (met de verboden appel) op een schilderij
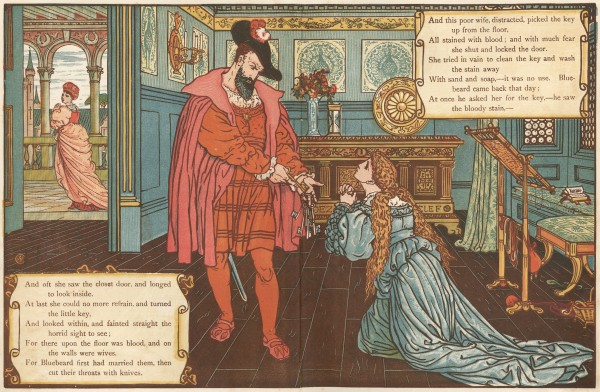
Het meisje smeekt om vergiffenis.
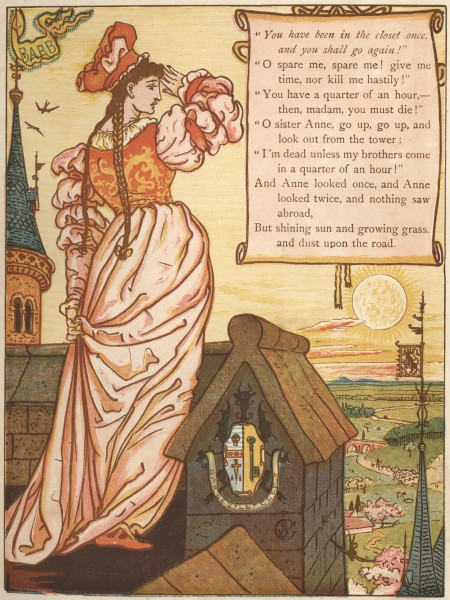
Anna, de zuster van het meisje, kijkt of hun broers al in aantocht zijn.
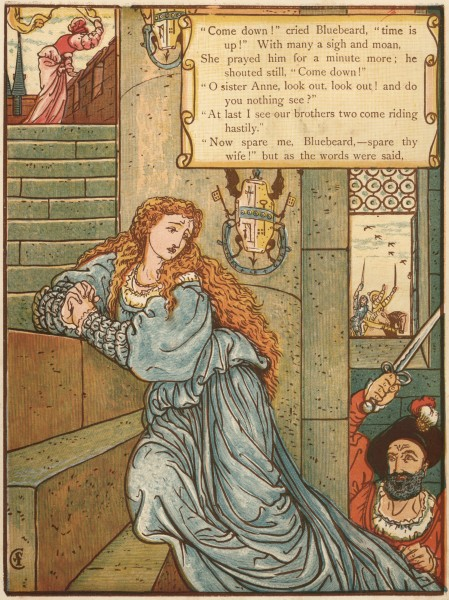
De broers arriveren, maar Blauwbaard valt aan.
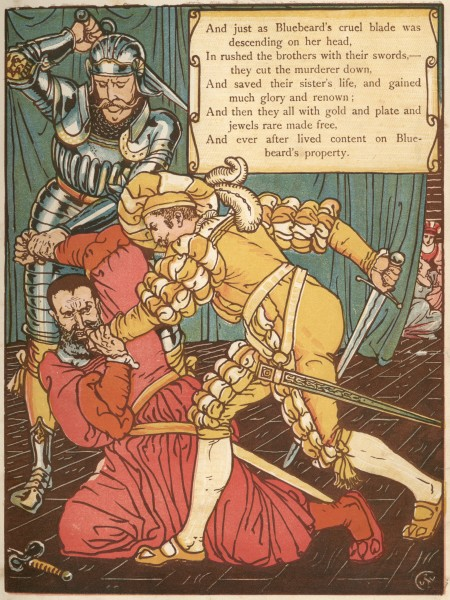
De broers verslaan Blauwbaard op tijd en ze blijven op zijn landgoederen wonen.
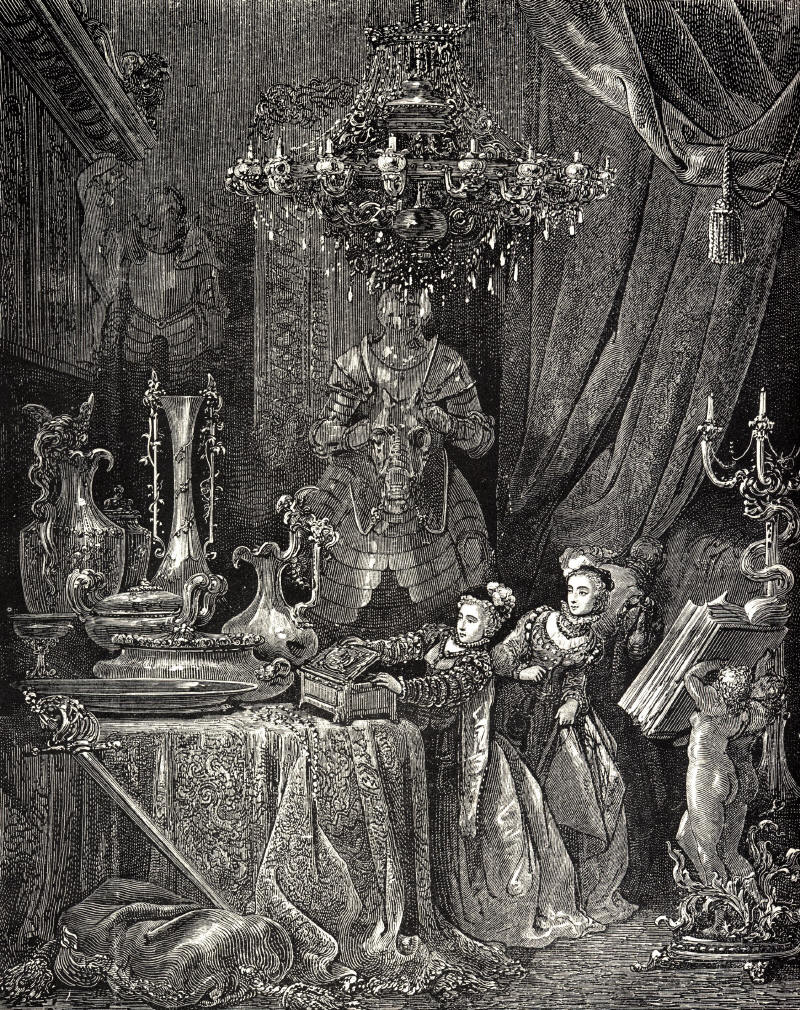
Het meisje doorzoekt Blauwbaards huis. Illustratie van Gustave Doré.
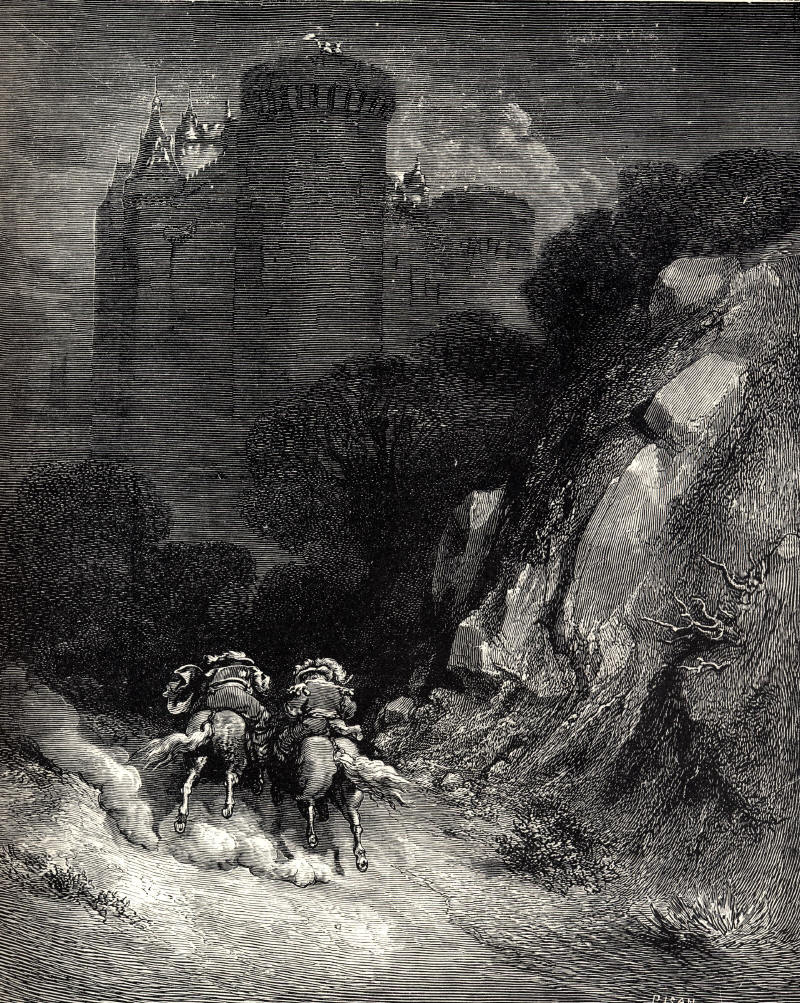
De broers galopperen per paard naar Blauwbaards burcht. Illustratie van Gustave Doré.
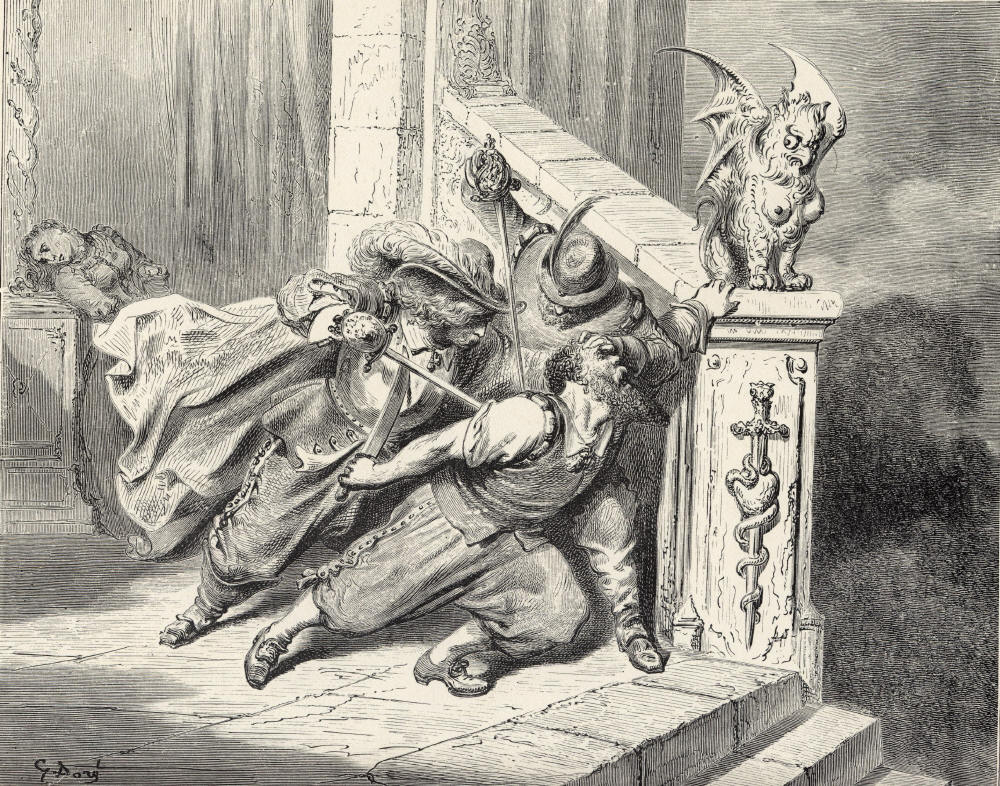
De broers steken Blauwbaard dood. Illustratie van Gustave Doré.